# Yves Lagraulet
Yves Lagraulet, né à Tunis, est un peintre français résidant à Bordeaux.

## 1987-1992: le pouvoir de la couleur
Cette constance rectiligne de la carrière artistique d'Yves Lagraulet est un des aspects les plus frappants de l'ensemble de son œuvre et l'une de ses spécificités.
De ses œuvres émerge une composition fondée sur la couleur centrifuge : elle ne se concentre pas en foyers, ne se restreint pas à la surface peinte mais se répand et irradie au-delà même des limites de la toile. Ce n'est d'ailleurs qu'une transition car chaque œuvre achevée constitue une projection de la prochaine, un nouveau pas en avant.
Ainsi ses créations gagnent sans cesse en pureté et rayonnement, l'harmonie devient à la fois plus simple et plus puissante.

## 1992-1994: la recherche esthétique
L'œuvre d'Yves Lagraulet telle qu'elle est présentée est le fruit d'une étape de sa vie consacrée à la recherche, ponctuée de découvertes, une vie sans hésitation ni déviation, des premiers efforts au rayonnement des dernières œuvres.
La rigueur de cette démarche, la recherche permanente d'un but vaguement entrevu au départ, le labeur qui justifie la devise " Toujours plus loin ", voilà ce qui distingue l'artiste.
Une étude générale ajoute une dimension nouvelle à l'œuvre : l'appréciation esthétique n'épuise pas la signification de son art.
Et c'est parce qu'on y voit la reprise du même effort que certaines œuvres peuvent être regardées comme des points décisifs dans le cheminement de l'artiste.

## 1994-1996: l 'équilibre géométrique et la couleur
La division géométrique de la toile est encore nettement visible. En un sens, on peut dire que cette subdivision agit comme le découpage d'une composition musicale en mesures qui laisse s'écouler le flot du rythme et de la mélodie tout en faisant apparaître la structure.
Les oppositions naissantes constituent pour une large part le charme de cette création picturale. L'effet rythmique plus accusé est soutenu par l'accentuation des superpositions ainsi formées grâce au choix des couleurs.
Cette peinture est néanmoins une expérience alliée à la forme se rattachant à la composition par la ligne.
Les peintures ne sont pas exécutées conformément à une idée préconçue, Yves Lagraulet s'est laissé guider par son sens de la couleur. La perfection et l'équilibre magistral de ses toiles sont à la fois le résultat d'une théorie et de sa démarche.
Après des essais géométriques du plan, sont venues les expériences des formes. Désormais la conception de l'œuvre ne naît plus d'une perception visuelle mais des seuls moyens d'écriture de l'artiste.

## 1996-1999: le rôle de la ligne
Un autre aspect frappant des compositions de cette période, que l'on retrouve dans les œuvres suivantes, est le rôle dominant que joue la ligne.
Des peintures dont la surface qui en réalité n'est pas exactement un carré mais produit cet effet sur l'œil en raison de l'absence de ligne sombre à gauche, annonce toute une série de peintures dont le caractère et la force harmonique seront obtenus par la présence prépondérante d'une seule ligne.
Il est frappant de voir Lagraulet, en un laps de temps très court, réaliser un tel progrès dans la grandeur et la monumentalité de l'effort produit. La subdivision des surfaces est maintenant à plus grande échelle et l'harmonie des couleurs plus rigoureuse, plus simple. Malgré tout, cette peinture conserve un rapport intime avec la précédente.
Pourtant, en comparant ces œuvres, le spectateur réalise qu'un seuil a été franchi dans l'intervalle de temps qui les sépare. C 'est avec cette nouvelle création que commence une série de toiles qui donnent à l'ensemble de l'œuvre son caractère original.
Cette peinture, en forme de triangle, représente l'état final d'un processus rendant au dépouillement. Étroitement liée au passé, elle suggère la perspective d'une ouverture sur un avenir encore lointain. Le carré indiqué par les lignes en forme quadratique se prolonge au-delà des limites de la peinture. Il constitue une surface dont la toile n'est qu'une fraction.
Ces réalisations, par l'absence de blanc et la position diagonale de la forme, laissent présager l'avenir et annoncent les dernières œuvres.

## 2000-2003: l'accord entre la couleur, la ligne et la structure
Une série de compositions où l'élément linéaire donne le ton, où la couleur est plus ou moins réduite à un rôle d'accompagnement. Ces modifications donnent un nouvel aspect au style de l'artiste. L'ajout de surfaces de couleurs non limitées par des lignes noires, ne forme pas un tout inséparable du canevas linéaire du tableau. Comme la composition déborde des limites de la toile, la bande jaune entre deux lignes verticales s'élance de haut en bas, comme les lignes elles-mêmes. Ces surfaces de couleurs donnent à l'ensemble une vivacité nouvelle ; elles rompent avec l'attitude sévère et presque sombre des peintures antérieures. L'asymétrie de la période précédente fait place à une nouvelle composition, de structure essentiellement rythmique où le noir demeure une constante. Sables et résines, deux matières de prédilection de l'artiste au service de sa création, exaltent le pouvoir des contrastes (lisses / rugueux, transparents / opaques) associés à la sobriété des couleurs, sur le principe de deux complémentaires, à l'opposition de noirs mats et brillants alliés à des ors. Des bandes de couleurs primaires, jaune, rouge et bleu traversent la toile carrée, se coupant les unes les autres. Ces bandes se croisent mais c'est l'œil du spectateur qui les situe par leur rencontre dans le plan. Ainsi, certaines toiles conçues pour se combiner entre elles, permettent des juxtapositions illimitées, par les rappels de lignes identiques. Ces créations hybrides confèrent à l'assemblage rigueur et flexibilité, d'un élément unique et isolé à une composition de plusieurs toiles créant de nouveaux rythmes, graphismes et ensembles harmoniques. L'œuvre s'appréhende dans tous les sens, suscitant mouvement, potentiel des modules, vagabondage de l'œil et de l'esprit.

## 2004: Une révolution dans le langage pictural de l'artiste

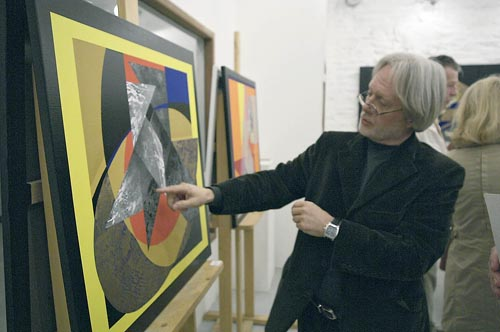
Yves Lagraulet face à l'une de ses œuvres.

Un nouveau pas sur la route de la créativité est ici franchi. Matières et couleurs disparaissent au profit d'une composition fondée sur le noir, qui demeure une constante, et le blanc, couleur très peu utilisée jusqu'alors.
Le support est divisé en carrés, rectangles, bandes obliques encadrés de noir. Différentes techniques sont appliquées sur ces formes, le grattage qui donne une impression de frotté allant jusqu'à laisser apparaître, à certains endroits, la trame du support, le lavis qui rend de la transparence. Les couleurs sont maltraitées, agressées et torturées. Tout est ensuite déterminé par le premier mouvement, fruit d'une certaine réflexion, engageant l'orientation même de la conception. La création repose sur la gestuelle qui génère des projections maîtrisées, calculées. On en vient à une peinture plus lisse où seules demeurent des épaisseurs sous forme de points, lignes nerveuses qui la soulignent, la structurent et lui donnent du rythme.
Yves Lagraulet est aujourd'hui guidé par une volonté l'entraînant dans un tourbillon créatif totalement inédit. Dans un intervalle de temps très bref, il s'est laissé aller à une métamorphose sans précédent dans son œuvre.

## 2005-2013

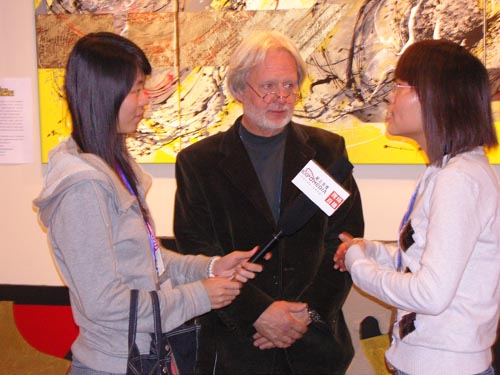
Yves Lagraulet lors de la d'art internationale de Canton en 2007.

De nouvelles compositions où la diversité des matières, les reliefs, ne sont plus dominants et passent au second plan.
L'abandon partiel de la constante rectiligne donne une dimension nouvelle à l'œuvre. En effet aux peintures très composées, très structurées des précédentes périodes s'ajoute, aujourd'hui, la spontanéité.
Le langage pictural de l'artiste s'exprime, maintenant, dans un souci de gestuelle, accentué de nuances de couleurs, délaissant les à plats au profit de superpositions plus nuancées, plus travaillées. Le geste devient alors unique, rendant le sentiment de l'instant exprimé, plus présent. Il se dégage de cette conception, parfois monochrome, une sensibilité plus grande dans la recherche de l'effet obtenu.
La géométrie devient une vocation artistique grâce au talent, à l’imagination, au respect et au dynamisme de la couleur et de la matière. Lagraulet est impressionnant d'équilibre et de réduction, ce qui est loin d’être habituel auprès de certains créateurs actuels.
Yves Lagraulet, outre son activité de peintre, s'engage aujourd'hui pour promouvoir l'art d'autres artistes au sein de la galerie Axiome à Bordeaux.

## Dernières expositions en date
- exposition collective au carrousel du Louvre, Paris, France, 2011 ;
- exposition collective à la galerie Agora, New York, États-Unis, 2010 ;
- exposition à l'espace Magenta de Rouen, France, 2009 ;
- exposition à la galerie HarTmonie de Saint-Brieuc, France, 2008 ;
- président d'honneur de la 13e biennale des arts plastiques de Marennes, France, 2008 ;
- exposition au salon européen, Spa, Belgique, 2008 ;
- 12e exposition d'art internationale de Canton, Chine, 2007 ;
- exposition à la galerie Communic'Art, Paris, 2006 ;
- exposition à la galerie Art connexion, Bruxelles, 2005 ;
- exposition à la galerie Gora à Montréal, Canada, 2005 ;
- exposition à la galerie L'Ami des Lettres, Bordeaux, France, 2003.